# Loei
Pour la province de Thaïlande, voir Province de Loei.

Loei (thaï เลย) est une ville du nord-est de la Thaïlande. Elle se trouve à une cinquantaine de km du Mékong, qui fait la frontière avec le Laos, et à 520 km au nord de Bangkok.